# Corporate Information Factory
Nella business intelligence, la Corporate Information Factory è una struttura di raccolta integrale dei dati proposta da William H. Inmon nel 1998.
Con Corporate Information Factory si definisce, pertanto, il congiunto delle informazioni (non solo attuali, ma anche passate) che servono per una lettura trasversale ed innovativa dell'attività di una impresa.
La caratterizzano il fatto di essere: 
- trasversale perché non corrisponde ad un solo dipartimento
- innovativa perché cerca di rispondere a domande nuove o capire "modelli" esistenti ma non evidenti
- non solo attuale perché mantiene uno storico dei dati

Al fine di creare una Corporate Information Factory sono necessari (oltre ai dati in sé) i metadati che formano da raccordo fra le varie fonti. 
Inmon definisce tre utilizzatori prototipati delle informazioni aziendali:
- il contadino, il quale "coltiva" il suo piccolo appezzamento di database, estraendone dati in forma ripetitiva: il contadino sa quello che vuole dal database e come ottenerlo.

Di solito il contadino non ha un profilo prettamente informatico.  
- l'esploratore, il quale consulta il database in forma irregolare e sporadica. Quando lo fa, non sa bene cosa troverà, perché ricerca conoscenza non evidente dai dati. L'esploratore è solitamente un data scientist.
- il turista (o meglio i turisti) sono un gruppo di persone (solitamente una persona con una visione globale dell'impresa e una seconda con capacità informatiche) che desiderano dare risposte basate su dati a una idea di cambio imprenditoriale.